# Vanilla abundiflora
Vanilla abundiflora är en orkidéart som beskrevs av Johannes Jacobus Smith. Vanilla abundiflora ingår i släktet Vanilla och familjen orkidéer. Inga underarter finns listade i Catalogue of Life.